# Grand Prix-wegrace van België 1962
De Grand Prix-wegrace van België 1962 was de vijfde Grand Prix van wereldkampioenschap wegrace in het seizoen 1962. De races werden verreden op 8 juli 1962 op het Circuit de Spa-Francorchamps nabij Malmedy. In België kwam de 350cc-klasse niet aan de start.

## 500cc-klasse
Mike Hailwood had geen enkele moeite om de Belgische GP te winnen. Het publiek moest bijna twee minuten wachten totdat Alan Shepherd zijn Matchless G50 over de streep bracht, voor Tony Godfrey met zijn Norton. Voor Alan Shepherd zou het een keerpunt zijn: hij klom ineens van de achtste naar de tweede plaats in het wereldkampioenschap en zou die plaats ook vasthouden.
| Pos | Coureur          | Merk      | Tijd      | Punten |
| --- | ---------------- | --------- | --------- | ------ |
| 1   | Mike Hailwood    | MV Agusta | 1:06"04'1 | 8      |
| 2   | Alan Shepherd    | Matchless | +1"56'2   | 6      |
| 3   | Tony Godfrey     | Norton    | +1"59'6   | 4      |
| 4   | Paddy Driver     | Norton    | +3"53'5   | 3      |
| 5   | Jack Findlay     | Norton    | +3"59'7   | 2      |
| 6   | Fred Stevens     | Norton    | +4"35'4   | 1      |
| 7   | Ernst Hiller     | Matchless | +1 ronde  |        |
| 8   | Jack Ahearn      | Norton    | +1 ronde  |        |
| 9   | Gyula Marsovszky | Norton    | +1 ronde  |        |
| 10  | Raymond Bogaerdt | Norton    | +1 ronde  |        |
| 11  | Rudolf Gläser    | Norton    | +3 ronden |        |

| Coureur           | Merk      | Oorzaak |
| ----------------- | --------- | ------- |
| Bert Schneider    | Norton    |         |
| Mike Duff         | Matchless |         |
| Roland Föll       | Matchless |         |
| Jacques Insermini | Norton    |         |
| Ron Langston      | Norton    |         |
| Roy Ingram        | Norton    |         |

| Coureur              | Merk      | Oorzaak |
| -------------------- | --------- | ------- |
| Amleto Pomesano      | Norton    |         |
| Benedicto Caldarella | Matchless |         |
| Eduardo Salatino     | Norton    |         |
| Manuel Soler         | Norton    |         |
| Juan Carlos Salatino | Norton    |         |
| Pablo Gamberini      | Matchless |         |
| František Šťastný    | Jawa      |         |
| Anssi Resko          | Matchless |         |
| Brian Setchell       | Norton    |         |
| Derek Minter         | Norton    |         |
| Ellis Boyce          | Norton    |         |
| Phil Read            | Norton    |         |
| Ray Spence           | Norton    |         |
| Remo Venturi         | MV Agusta |         |
| Silvio Grassetti     | Bianchi   |         |
| Gary Hocking         | MV Agusta | Gestopt |
| Harald Karlsson      | Norton    |         |
| Sven-Olof Gunnarsson | Norton    |         |

### Top tien tussenstand 500cc-klasse
| Pos | Coureur        | Merk      | Ptn |
| --- | -------------- | --------- | --- |
| 1   | Mike Hailwood  | MV Agusta | 16  |
| 2   | Alan Shepherd  | Matchless | 9   |
| 3   | Gary Hocking   | MV Agusta | 8   |
| 4   | Ellis Boyce    | Norton    | 6   |
| 4   | Derek Minter   | Norton    | 6   |
| 6   | Bert Schneider | Norton    | 5   |
| 6   | Fred Stevens   | Norton    | 5   |
| 6   | Tony Godfrey   | Norton    | 5   |
| 9   | Phil Read      | Norton    | 4   |
| 10  | Paddy Driver   | Norton    | 3   |

## 250cc-klasse
Bob McIntyre won de 250cc-race mede omdat Jim Redman technische problemen kreeg. Dat maakte de strijd om de tweede plaats nog spannend, want Redman bleef teamgenoot Luigi Taveri slechts 0,1 seconde voor.
| Pos | Coureur            | Merk       | Tijd     | Punten |
| --- | ------------------ | ---------- | -------- | ------ |
| 1   | Bob McIntyre       | Honda      | 41"42'4  | 8      |
| 2   | Jim Redman         | Honda      | +1"05'4  | 6      |
| 3   | Luigi Taveri       | Honda      | +1"05'5  | 4      |
| 4   | Günter Beer        | Adler      | +1 ronde | 3      |
| 5   | Arthur Wheeler     | Moto Guzzi | +1 ronde | 2      |
| 6   | Pierrot Vervroegen | Aermacchi  | +1 ronde | 1      |
| 7   | Han Leenheer       | Aermacchi  |          |        |
| 8   | Dan Shorey         | Bultaco    |          |        |

| Coureur           | Merk      | Oorzaak |
| ----------------- | --------- | ------- |
| Ernst Degner      | Suzuki    |         |
| Siegfried Lohmann | Adler     |         |
| Frank Perris      | Suzuki    |         |
| Joop Vogelzang    | Aermacchi |         |

| Coureur         | Merk  | Oorzaak   |
| --------------- | ----- | --------- |
| Tom Phillis (†) | Honda | Overleden |

| Coureur              | Merk      |
| -------------------- | --------- |
| Enrique Dietrich     | Aermacchi |
| Jorge Terengo        | Ducati    |
| Raúl Kaiser          | NSU       |
| Marcel Toussaint     | Benelli   |
| Werner Musiol        | MZ        |
| Hans-Otto Butenuth   | NSU       |
| Michael Schneider    | NSU       |
| Benjamin Savoye      | Mondial   |
| Jean-Pierre Beltoise | Morini    |
| Alan Shepherd        | Aermacchi |
| Bill Smith           | Bianchi   |
| Campbell Donaghy     | Ducati    |
| Derek Minter         | Honda     |
| Mike Hailwood        | Benelli   |
| Stuart Graham        | Aermacchi |
| Tommy Robb           | Honda     |
| Alberto Pagani       | Aermacchi |
| Gilberto Milani      | Aermacchi |
| Paolo Campanelli     | Benelli   |
| Tarquinio Provini    | Morini    |
| Umberto Masetti      | Morini    |
| Kenjiro Tanaka       | Honda     |
| Moto Kitano          | Honda     |
| Cas Swart            | Honda     |
| Nikolaj Sevast'ânov  | CKEB      |
| Carlos Marfetan      | Parilla   |

### Top tien tussenstand 250cc-klasse
| Pos | Coureur           | Merk       | Ptn |
| --- | ----------------- | ---------- | --- |
| 1   | Jim Redman        | Honda      | 36  |
| 2   | Bob McIntyre      | Honda      | 26  |
| 3   | Tom Phillis (†)   | Honda      | 12  |
| 4   | Derek Minter      | Honda      | 8   |
| 5   | Dan Shorey        | Bultaco    | 7   |
| 6   | Arthur Wheeler    | Moto Guzzi | 6   |
| 7   | Alberto Pagani    | Aermacchi  | 4   |
| 7   | Tarquinio Provini | Morini     | 4   |
| 7   | Luigi Taveri      | Honda      | 4   |
| 10  | Cas Swart         | Honda      | 3   |
| 10  | Günter Beer       | Adler      | 3   |

## 125cc-klasse
De strijd in de 125cc-race ging alleen tussen de teamgenoten Jim Redman en Luigi Taveri. Die laatste wist Redman op de streep met slechts 0,2 seconde verschil te verslaan. Paddy Driver wist met zijn EMC Mike Hailwood net voor te blijven, maar verloor ruim 2½ minuut op de Honda RC 145's.
| Pos | Coureur            | Merk   | Tijd     | Punten |
| --- | ------------------ | ------ | -------- | ------ |
| 1   | Luigi Taveri       | Honda  | 41"08'1  | 8      |
| 2   | Jim Redman         | Honda  | +0'2     | 6      |
| 3   | Paddy Driver       | EMC    | +2"39'7  | 4      |
| 4   | Mike Hailwood      | EMC    | +2"51'6  | 3      |
| 5   | Rex Avery          | EMC    | +3"04'7  | 2      |
| 6   | Giuseppe Visenzi   | Ducati | +6"15'6  | 1      |
| 7   | Arthur Wheeler     | Ducati | +1 ronde |        |
| 8   | Pierrot Vervroegen | Ducati | +1 ronde |        |

| Coureur             | Merk  | Oorzaak   |
| ------------------- | ----- | --------- |
| Tom Phillis (†)     | Honda | Overleden |
| Kunimitsu Takahashi | Honda | Gestopt   |

| Coureur           | Merk    |
| ----------------- | ------- |
| Jorge Kissling    | Bultaco |
| Limburg Moreira   | Bultaco |
| Marzillo Chizzini | Bultaco |
| Pedro Rosenthal   | Tohatsu |
| Raúl Kissling     | DKW     |
| Frank Perris      | Suzuki  |
| Stanislav Malina  | ČZ      |
| Hans Fischer      | MZ      |
| Klaus Enderlein   | MZ      |
| Werner Musiol     | MZ      |
| Ernst Degner      | Suzuki  |
| Jukka Petäjä      | MZ      |
| Alan Shepherd     | MZ      |
| Alistair King     | Bultaco |
| Bob McIntyre      | Honda   |
| Derek Minter      | Honda   |
| Tommy Robb        | Honda   |
| John Grace        | Bultaco |
| Alberto Pagani    | Honda   |
| Francesco Villa   | Mondial |
| Mitsuo Itoh       | Suzuki  |
| Sadao Shimazaki   | Honda   |
| Teisuke Tanaka    | Honda   |
| Hugh Anderson     | Suzuki  |

### Top tien tussenstand 125cc-klasse
| Pos | Coureur             | Merk   | Ptn |
| --- | ------------------- | ------ | --- |
| 1   | Luigi Taveri        | Honda  | 31  |
| 2   | Jim Redman          | Honda  | 26  |
| 3   | Kunimitsu Takahashi | Honda  | 16  |
| 4   | Tommy Robb          | Honda  | 14  |
| 5   | Mike Hailwood       | EMC    | 8   |
| 6   | Ernst Degner        | Suzuki | 5   |
| 6   | Rex Avery           | EMC    | 5   |
| 8   | Tom Phillis (†)     | Honda  | 4   |
| 8   | Paddy Driver        | EMC    | 4   |
| 10  | Derek Minter        | Honda  | 3   |

## 50cc-klasse
Na een moeilijke seizoenstart won Ernst Degner zijn derde Grand Prix op rij. Alleen Hans Georg Anscheidt kon nog enigszins tegenstand bieden, maar hij moest Degner laten gaan.
| Pos | Coureur              | Merk     | Tijd    | Punten |
| --- | -------------------- | -------- | ------- | ------ |
| 1   | Ernst Degner         | Suzuki   | 30"48'1 | 8      |
| 2   | Hans Georg Anscheidt | Kreidler | +19'9   | 6      |
| 3   | Luigi Taveri         | Honda    | +40'1   | 4      |
| 4   | Seiichi Suzuki       | Suzuki   | +40'4   | 3      |
| 5   | Wolfgang Gedlich     | Kreidler | +40'6   | 2      |
| 6   | Jan Huberts          | Kreidler |         | 1      |
| 7   | Michio Ichino        | Suzuki   |         |        |
| 8   | Rudi Kunz            | Kreidler |         |        |
| 9   | Mitsuo Itoh          | Suzuki   |         |        |
| 10  | Dan Shorey           | Kreidler |         |        |

| Coureur             | Merk  | Oorzaak |
| ------------------- | ----- | ------- |
| Kunimitsu Takahashi | Honda | Gestopt |

| Coureur             | Merk     |
| ------------------- | -------- |
| Günter Beer         | Kreidler |
| José Maria Busquets | Derbi    |
| Tommy Robb          | Honda    |
| Isao Morishita      | Suzuki   |
| Teisuke Tanaka      | Honda    |
| Hugh Anderson       | Suzuki   |

### Top tien tussenstand 50cc-klasse
| Pos | Coureur              | Merk     | Ptn |
| --- | -------------------- | -------- | --- |
| 1   | Ernst Degner         | Suzuki   | 24  |
| 2   | Hans Georg Anscheidt | Kreidler | 21  |
| 3   | Luigi Taveri         | Honda    | 18  |
| 4   | Jan Huberts          | Kreidler | 15  |
| 5   | Tommy Robb           | Honda    | 9   |
| 6   | Seichi Suzuki        | Suzuki   | 8   |
| 7   | Kunimitsu Takahashi  | Honda    | 7   |
| 8   | José Maria Busquets  | Derbi    | 6   |
| 8   | Wolfgang Gedlich     | Kreidler | 6   |
| 10  | Mitsuo Itoh          | Suzuki   | 5   |

## Zijspanklasse
Voor het eerst sinds 27 juni 1959 won Florian Camathias weer eens een Grand Prix, ruim voor Fritz Scheidegger en Max Deubel. Deubel behield de eerste plaats in het WK, maar Camathias klom van de vierde naar de tweede plaats.
| Pos | Coureur           | Bakkenist           | Merk | Tijd    | Punten |
| --- | ----------------- | ------------------- | ---- | ------- | ------ |
| 1   | Florian Camathias | Harry Winter        | BMW  | 39"56'4 | 8      |
| 2   | Fritz Scheidegger | John Robinson       | BMW  | +54'3   | 6      |
| 3   | Max Deubel        | Emil Hörner         | BMW  | +1"28'2 | 4      |
| 4   | Edgar Strub       | Gottfried Rüfenacht | BMW  |         | 3      |
| 5   | August Rohsiepe   | Lothar Böttcher     | BMW  |         | 2      |
| 6   | Claude Lambert    | Alfred Herzig       | BMW  |         | 1      |
| 7   | Henri Curchod     | Armand Beyeler      | BMW  |         |        |

| Coureur               | Bakkenist      | Merk      |
| --------------------- | -------------- | --------- |
| Arsenius Butscher     | Heiner Vester  | BMW       |
| Georg Auerbacher      | Josef Zach     | BMW       |
| Heinz Luthringshauser | Horst Knopp    | BMW       |
| Otto Kölle            | Dieter Hess    | BMW       |
| Chris Vincent         | Eric Bliss     | BSA       |
| Colin Seeley          | Wally Rawlings | Matchless |
| Eric Pickup           | Ray Lindsay    | BMW       |
| Harold Scholes        | Keith Scott    | BMW       |

### Top tien tussenstand zijspanklasse
| Pos | Coureur           | Bakkenist                      | Merk      | Ptn |
| --- | ----------------- | ------------------------------ | --------- | --- |
| 1   | Max Deubel        | Emil Hörner                    | BMW       | 26  |
| 2   | Florian Camathias | Horst Burkhardt / Harry Winter | BMW       | 20  |
| 3   | Otto Kölle        | Dieter Hess                    | BMW       | 17  |
| 4   | Fritz Scheidegger | John Robinson                  | BMW       | 14  |
| 5   | Chris Vincent     | Eric Bliss                     | BSA       | 13  |
| 6   | Claude Lambert    | Alfred Herzig                  | BMW       | 7   |
| 7   | August Rohsiepe   | Lothar Böttcher                | BMW       | 5   |
| 7   | Edgar Strub       | Gottfried Rüfenacht            | BMW       | 5   |
| 9   | Colin Seeley      | Wally Rawlings                 | Matchless | 4   |
| 10  | Arsenius Butscher | Heiner Vester                  | BMW       | 3   |

1921 · 1922 · 1923 · 1924 · 1925 · 1926 · 1927 · 1928 · 1929 · 1930 · 1931 · 1932 · 1933 · 1934 · 1935 · 1936 · 1937 · 1938 · 1939 · 1947 · 1948 · 1949 · 1950 · 1951 · 1952 · 1953 · 1954 · 1955 · 1956 · 1957 · 1958 · 1959 · 1960 · 1961 · 1962 · 1963 · 1964 · 1965 · 1966 · 1967 · 1968 · 1969 · 1970 · 1971 · 1972 · 1973 · 1974 · 1975 · 1976 · 1977 · 1978 · 1979 · 1980 · 1981 · 1982 · 1983 · 1984 · 1985 · 1986 · 1988 · 1989 · 1990